# Аббатство Розаццо
Аббатство Розаццо (итал. Abbazia di Rosazzo, Manzano) — католический монастырь на территории одноимённой фракции коммуны Манцано (Фриули — Венеция-Джулия); согласно монастырскому преданию, был основан отшельником по имени Алеманно в IX веке; в 1070 году была освящена монастырская церковь Святого Петра, а около 1090 года основание монастыря было подтверждено официально: через год бенедиктинские монахи из Мильштатского аббатства сменили первых монахов-августинцев; при папе Иннокентии IV, в 1245 году, аббатство получило автономию. Сегодня в бывших монастырских помещениях находится культурный центр.

## История и описание
Истоки аббатства Розаццо не подтверждены документально: монастырское предание и местные легенды утверждают, что в IX веке на холме у Манцано поселился отшельник по имени Алеманно; он построил небольшую «молельню» (ораторий), которая в последующие века превратилась в монастырь, заселённый монахами-августинцами. В 1070 году была освящена монастырская церковь Святого Петра (Сан-Пьетро-Апостоло), а примерно в 1090 году — благодаря покровительству Аквилейского патриарха Ульриха Эппенштейна (Ulrico di Eppenstein) — монастырь получил официальный статус. В следующем году бенедиктинские монахи из Мильштатского аббатства сменили в нём августинцев.
В период бенедиктинского управления, продолжавшегося более трёх столетий, аббатство приобрело значимую роль в регионе, расширив свои влияния за пределы Манцано: благодаря упоминаниям в завещаниях и пожертвованиям со стороны ключевых феодалов того времени, монастырь получил земли и привилегии в регионах Коллио (Collio) и коммуне Тарвизио. Папа Иннокентий IV в 1245 году сделать аббатство автономным: оно перешло под прямое управление Святого Престола. Аббату Розаццо были предоставлены как епископские, так и гражданские полномочия: среди прочего, он отвечал за отправление правосудия на монастырских землях.